# José María Casanovas
José María Casanovas (22 marzo 1955) è un ex schermidore argentino.

## Biografia
Ha partecipato ai Giochi della XXI Olimpiade di Montréal nel 1976 ed ai Giochi della XXIII Olimpiade di Los Angeles nel 1984.

## Palmarès
In carriera ha conseguito i seguenti risultati:
- Giochi panamericani:

Città del Messico 1975: bronzo nella sciabola a squadre.
San Juan 1979: bronzo nella sciabola a squadre.